# Atletik under sommer-OL 2024 - 4×400 meter stafetløb (mixed)
 Der er for få eller ingen kildehenvisninger i denne artikel, hvilket er et problem. Du kan hjælpe ved at angive troværdige kilder til de påstande, som fremføres i artiklen.

4×400 meter blandet holdstafet i atletik ved sommer-OL 2024 afholdes på Stade de France fra den 2. og 3. august 2024.

## Resultater

### Heat

#### Heat 1
| Nr. | Bane | Nation   | Udøvere                                                                            | Reaktionstid | Tid     | Øvr.  |
| --- | ---- | -------- | ---------------------------------------------------------------------------------- | ------------ | ------- | ----- |
| 1   | 6    | USA      | Vernon Norwood, Shamier Little, Bryce Deadmon, Kaylyn Brown                        | 0.188        | 3:07.41 | Q, WR |
| 2   | 8    | Frankrig | Muhammad Abdallah Kounta, Louise Maraval, Téo Andant, Amandine Brossier            | 0.161        | 3:10.60 | Q, NR |
| 3   | 7    | Belgien  | Jonathan Sacoor, Helena Ponette, Kévin Borlée, Naomi Van Den Broeck                | 0.144        | 3:10.74 | Q, NR |
| 4   | 2    | Jamaica  | Reheem Hayles, Junelle Bromfield, Zandrion Barnes, Stephenie Ann McPherson         | 0.151        | 3:11.06 | q, NR |
| 5   | 5    | Polen    | Maksymilian Szwed, Marika Popowicz-Drapała, Karol Zalewski, Justyna Święty-Ersetic | 0.181        | 3:11.43 | q, SB |
| 6   | 9    | Schweiz  | Charles Devantay, Giulia Senn, Lionel Spitz, Yasmin Giger                          | 0.138        | 3:12.77 | NR    |
| 7   | 3    | Kenya    | David Sanayek Kapirante, Veronica Kamumbe Mutua, Boniface Mweresa, Mercy Chebet    | 0.181        | 3:13.13 |       |
| 8   | 4    | Bahamas  | Wendell Miller, Javonya Valcourt, Alonzo Russell, Quincy Penn                      | 0.180        | 3:14.58 |       |

#### Heat 2
| Nr. | Bane | Nation                    | Udøvere                                                                      | Reaktionstid | Tid     | Øvr.  |
| --- | ---- | ------------------------- | ---------------------------------------------------------------------------- | ------------ | ------- | ----- |
| 1   | 4    | Storbritannien            | Samuel Reardon, Laviai Nielsen, Alex Haydock-Wilson, Nicole Yeargin          | 0.213        | 3:10.61 | Q, NR |
| 2   | 6    | Holland                   | Eugene Omalla, Lieke Klaver, Isaya Klein Ikkink, Cathelijn Peeters           | 0.172        | 3:10.81 | Q     |
| 3   | 3    | Italien                   | Luca Sito, Anna Polinari, Edoardo Scotti, Alice Mangione                     | 0.177        | 3:11.59 | Q,    |
| 4   | 5    | Nigeria                   | Samuel Ogazi, Ella Onojuvwevwo, Ifeanyi Emmanuel Ojeli, Patience Okon George | 0.221        | 3:11.99 | NR    |
| 5   | 7    | Irland                    | Christopher O’Donnell, Sophie Becker, Thomas Barr, Sharlene Mawdsley         | 0.165        | 3:12.67 |       |
| 6   | 2    | Ukraine                   | Oleksandr Pohorilko, Tetjana Melnyk, Danylo Danylenko, Maryana Shostak       | 0.199        | 3:15.51 |       |
| 7   | 9    | Tyskland                  | Jean Paul Bredau, Alica Schmidt, Manuel Sanders, Eileen Demes                | 0.222        | 3:15.63 |       |
| 8   | 8    | Den Dominikanske Republik | Erick Sanchez, Milagros Duran, Robert King, Anabel Medina                    | 0.174        | 3:18.39 |       |

### Finale
| Rangering                        | Bane | Nation         | Udøvere                                                                          | Tid     | Noter |
| -------------------------------- | ---- | -------------- | -------------------------------------------------------------------------------- | ------- | ----- |
| 1                                | 7    | Holland        | Eugene Omalla, Lieke Klaver, Isaya Klein Ikkink, Femke Bol                       | 3:07.43 | AR    |
| 2. plads, sølvmedaljemodtager(e) | 5    | USA            | Vernon Norwood, Shamier Little, Bryce Deadmon, Kaylyn Brown                      | 3:07.74 |       |
| 3                                | 8    | Storbritannien | Samuel Reardon, Laviai Nielsen, Alex Haydock-Wilson, Amber Anning                | 3:08.01 | NR    |
| 4                                | 4    | Belgien        | Alexander Doom, Helena Ponette, Jonathan Sacoor, Naomi Van den Broeck            | 3:09.36 | NR    |
| 5                                | 2    | Jamaica        | Reheem Hayles, Junelle Bromfield, Zandrion Barnes, Stephenie Ann McPherson       | 3:11.67 |       |
| 6                                | 9    | Italien        | Luca Sito, Giancarla Trevisan, Edoardo Scotti, Alice Mangione                    | 3:11.84 |       |
| 7                                | 3    | Polen          | Maksymilian Szwed, Justyna Święty-Ersetic, Karol Zalewski, Alicja Wrona-Kutrzepa | 3:12.39 |       |
| DQ                               | 6    | Frankrig       | Muhammad Abdallah Kounta, Louise Maraval, Fabrisio Saidy, Amandine Brossier      | 3:10.84 |       |